# 友松祠
友松祠又名官厅、驾睦堂，位于江西省上饶市婺源县江湾镇理坑村，建于明崇祯年间，为崇祯皇帝下旨，为广州府知府余自怡所建的府第。
友松祠在理坑村保留至今的众多明清官员住宅中，气势最为宏伟庄重。坐西朝东，占地面积426平方米。门楼和内部多处镶嵌“圣旨”石碑。其大门为最高规格的“五凤门楼”。正厅有五间二进二楼，宽敞高大，楼下有多达50根方形大柱，采光通风良好，地面铺有三块来自星子县的巨石和金砖。楼上走马楼为居住区。右侧有余屋三进。
2006年5月25日，司马第作为理坑村民居的子项目，列为全国重点文物保护单位。